# 维利斯·拉齐斯
维利斯·拉齐斯（1904年4月16日（格里历：4月29日）—1966年2月6日），拉脫維亞裔苏联党和国家领导人及作家。曾任拉脱维亚内政部长，拉脱维亚苏维埃社会主义共和国人民委员会主席，部长会议主席，苏联最高苏维埃民族院主席等职务。苏联作家协会成员，斯大林奖获得者。

## 生平
- 1904年4月16日（格里历：4月29日）出生于沙俄利沃尼亚省Rinuzhi村的一个港口工人家庭。1917年里加被德军占领后全家迁往阿尔泰省巴尔瑙尔生活。
- 1917年-1918年，巴尔瑙尔师范学校学习。
- 1918年-1921年，当地农业部门工作，当地村支书。1921年返回拉脱维亚。
- 1921年-1933年，商船船员，渔民，消防员。业余期间开始文学创作，在报刊上发表。1928年加入拉脱维亚共产党。期间，1930年-1933年，出版《解放的野兽》、

《五层城市》、《穿越海洋》、《无翅鸟》等小说。
- 1933年-1935年，里加第九图书馆馆员。期间，1933年-1934年，出版《渔民之子》第1-2卷。拉齐斯向拉脱维亚文学界描绘了一位意志坚强的英雄—一位孜孜不倦的真理追求者，拥有劳动人民的最好品质。这部小说很受欢迎。此后，拉齐斯决定完全致力于写作。
- 1935年-1940年，《Jaunakas zinyas报》工作。拉齐斯被拉脱维亚官方怀疑与苏联合作，多次受到警方监视。但他的作品受到时任总统卡尔利斯·乌尔马尼斯的欣赏，他的人身安全得到了保护。1940年，《渔民之子》被改编成电影，轰动一时。
- 1940年6月，苏军入侵拉脱维亚，当地共产党发动政变夺权。1940年6月-8月，拉脱维亚苏维埃社会主义共和国内政部长，发动针对反对派的清洗，并提议拉脱维亚并入苏联。
- 1940年8月-1959年11月，拉脱维亚苏维埃社会主义共和国人民委员会主席，部长会议主席。苏德战争期间在莫斯科领导拉脱维亚政府。期间，1945年-1948年创作纪实小说《风暴》，讲述战争英雄们的事迹。1950年-1951年，创作小说《到新的海岸》，反映了苏联占领后拉脱维亚农民的命运。1954年4月-1958年3月，苏联最高苏维埃民族院主席。
- 1960年退休。
- 1966年2月6日因心梗于里加逝世，享年61岁。葬于里加森林公墓。

拉齐斯是苏共19-22大代表，第19-21届中央候补委员。苏联第1-5届最高苏维埃民族院代表，第2届拉脱维亚苏维埃社会主义共和国最高苏维埃代表。

## 作品
拉齐斯一生共出版20部长篇小说，58部短篇小说，6部戏剧和许多新闻报道。